# La Democracia (Huehuetenango)
La Democracia é uma cidade da Guatemala do departamento de Huehuetenango.